# Bjarte Myrhol
Bjarte Håkon Myrhol (29. svibnja 1982., Oslo Norveška) je norveški rukometaš i nacionalni reprezentativac. Trenutno je član njemačkog Rhein-Neckar Löwena.
Myrhol je rukomet počeo trenirati već s pet godina u klubu Vestli IL. Profesionalnu karijeru je započeo 2002. u Sandefjord TIF-u s kojim je osvojio tri norveška prvenstva i kup. Sezonu 2005./06. provodi igrajući za KC Veszprém s kojim je bio prvak Mađarske. Nakon toga igrač potpisuje za HSG Nordhorn kojeg zbog financijskih problema u klubu, napušta u veljači 2009. Od tada je član Rhein-Neckar Löwena u kojem igra na poziciji pivota.
Igrač je za norvešku reprezentaciju debitirao 16. kolovoza 2002. na utakmici protiv susjedne Egipta.

## Vanjske poveznice
- Službena web stranica Bjartea Myrhola
- Profil rukometaša na Handball.no
- Profil rukometaša na Dagbladet.no